# Черкасов, Николай Гаврилович
Барон Никола́й Гаври́лович Черка́сов (24 февраля (8 марта) 1861 — после 1929) — русский общественный деятель и политик, член III Государственной думы от Московской губернии.

## Биография
Происходил из старинного баронского рода Черкасовых: сын статского советника барона Гавриила Ивановича Черкасова (1825—1899) и Натальи Дмитриевны Левшиной (1834—1907)4 родился 24 февраля (8 марта) 1861 года. Его родовое имение — Троицкое, имел дом в Подольске.
Учился в Катковском лицее, но курса не окончил. По окончании юридического факультета Московского университета в 1886 году, записался в помощники присяжного поверенного у известного адвоката В. М. Пржевальского. В то же время поступил на службу помощником секретаря совета присяжных поверенных округа Московской судебной палаты.
В своем имении занимался скотоводством и коневодством. В 1889 году служил земским начальником 2-го участка Подольского уезда. В 1900 году, по Высочайшему повелению, временно исполнял обязанности председателя Подольской уездной земской управы, оставаясь земским начальннком. Избирался гласным Подольского уездного и Московского губернского земств, членом Московской губернской земской управы и председателем Подольской уездной земской управы (1906—1908). В 1905 году участвовал в съездах земских и городских деятелей.
В 1907 году был избран в члены III Государственной думы от Московской губернии 1-м съездом городских избирателей. Входил в группу правых октябристов. Состоял секретарем чиншевой комиссии, докладчиком и товарищем председателя финансовой комиссии, а также членом комиссий: личного состава, о путях сообщения, об изменении законодательства о крестьянах, о мерах к упорядочению хлебной торговли. Был докладчиком 10-го отдела по проверке прав членов ГД.
С 1914 года состоял управляющим акцизными сборами Витебской губернии. В том же году, 6 апреля, был произведен в действительные статские советники.
После Октябрьской революции имение Троицкое было национализировано,  Черкасов некоторое время продолжал жить в части дома, а остаток жизни провел в семье своей дочери Ольги Радугиной под Москвой.

## Семья
Был женат на Ольге Николаевне Войт, дочери владельца Троицкой полотняной фабрики.

## Награды
- Орден Святой Анны III степени (1898);
- Орден Святого Станислава II степени (1901).
- Медаль «В память царствования императора Александра III»;
- Медаль «В память коронации Императора Николая II»;
- Медаль «За труды по первой всеобщей переписи населения»;
- Медаль «В память 300-летия царствования дома Романовых».